# خافيير سواريز (دراج)
خافيير سواريز (بالإسبانية: Javier Amado Suárez)‏ هو دراج كولومبي، ولد في 3 سبتمبر 1943 في إدارة أنتيوكيا في كولومبيا.

## وصلات خارجية
- خافيير سواريز على موقع أرشيف الدراجات (الإنجليزية)
- خافيير سواريز على موقع إحصائيات الدراجات الإحترافية (الإنجليزية)
- خافيير سواريز على موقع أوليمبيديا (الإنجليزية)